# Буркин, Михаил Иванович
Михаил Иванович Буркин (1912—2001) — советский лётчик минно-торпедной авиации, участник Великой Отечественной и советско-японской войн, Герой Советского Союза (1945). Генерал-майор авиации (27.01.1951).

## Биография
Родился 10 (23) февраля 1912 года в Москве в семье служащего. Русский. С 1914 года семья жила в деревне Новые Выселки ныне Плавского района Тульской области, в 1930 году вернулись в Москву. Окончил 3 курса рабфака, Центральный аэроклуб им. Чкалова в 1935 году.
В Военно-Морском Флоте с 1935 года. В 1936 году окончил Ейскую школу морских лётчиков имени И. В. Сталина. С ноября 1936 года служил в ВВС Тихоокеанского флота — военный пилот 109-й авиаэскадрильи, с мая 1938 — младший, затем старший лётчик 4-го минно-торпедного авиаполка, с декабря 1940 — командир звена 36-й отдельной авиаэскадрильи, с мая 1941 — командир звена в 56-м дальнем разведывательном авиаполку. Член ВКП(б)/КПСС с 1939 года.
Участвовал в Великой Отечественной войне с 1941 года. Так, согласно наградного листа на награждение М. Буркина его первым орденом Красного Знамени (награждён приказом по Черноморскому флоту от 8 декабря 1941 года), к декабрю 1941 года он выполнил 16 боевых вылетов командиром звена 2-го минно-торпедного авиационного полка ВВС Черноморского флота, а согласно представлению к награждению орденом Ленина (награждён приказом по флоту от 18 февраля 1942 года) к началу февраля 1942 года выполнил уже 56 боевых вылетов. В то же время согласно послужного списка и составленных на его основе публикаций, на Черноморском флоте воевал только с февраля 1942 года, когда был назначен инспектором по технике пилотирования 5-го гвардейского минно-торпедного авиационного полка ВВС Черноморского флота (видимо, имела место задержка в оформлении документов при переводе с Тихоокеанского флота на Черноморский флот).
Проявил себя столь же талантливым командиром и отважным бойцом за время службы в 5 мтап. В феврале 1944 года назначен командиром этого полка. Только за время его командования полком его лётчики совершили 688 боевых вылетов, потопили 12 транспортов, 4 самоходные баржи, 2 тральщика и 5 десантных барж, повредили 6 транспортов и выставили 358 морских мин. Участвовал в бомбовых рейдах на объекты Румынии в 1941 году, несколько месяцев находился в осаждённом Севастополе и участвовал в его героической обороне в 1942 году, участвовал в оборонительном и наступательной этапах битвы за Кавказ, в Крымской и в Ясско-Кишинёвской наступательных операциях. В ходе последней операции в августе 1944 года лётчиками полка было успешно выполнено задание по блокированию главной румынской военно-морской базы Констанца — противник не смог протралить выставленные морскими лётчиками морские мины и почти все находившиеся в базе корабли были захвачены советскими войсками. Всего в 1942—1944 годах М. И. Буркин выполнил 88 боевых вылетов на самолёте Ил-4, в том числе 17 вылетов ночью. В одном из вылетов сбил атаковавший его немецкий истребитель.
В сентябре 1944 года боевые действия на Чёрном море завершились, а уже в ноябре 1944 года М. И. Буркина вернули на Тихоокеанский флот, поручив командование 52-м минно-торпедным авиаполком ВВС флота. Участник советско-японской войны в августе 1945 года. Командир 52-го минно-торпедного авиационного полка (2-я минно-торпедная авиационная дивизия, ВВС Тихоокеанского флота) подполковник Михаил Буркин проявил исключительное мужество и воинское мастерство. Полк под его командованием с 9 по 22 августа 1945 года произвёл 138 боевых вылетов, уничтожил 2 транспорта, разрушил завод и портовые сооружения в корейских городах Сейсин (Чхонджин) и Расин (Наджин), вывел из строя железнодорожный мост. Налёт полка составил 527 часов. Боевых и аварийных потерь полк не имел. Командир полка совершил 2 боевых вылета, возглавив вылеты полка в полном составе на Сейсин и на Расин.
Указом Президиума Верховного Совета СССР от 14 сентября 1945 года за образцовое выполнение боевых заданий командования на фронте борьбы с японскими милитаристами и проявленные при этом мужество и героизм подполковнику Буркину Михаилу Ивановичу присвоено звание Героя Советского Союза с вручением ордена Ленина и медали «Золотая Звезда» (№ 7138).
После войны продолжал военную службу. С мая 1946 года по январь 1948 — командир 2-й минно-торпедной авиационной дивизии ВВС Тихоокеанского флота. В 1949 году окончил Высшую военную академию имени К. Е. Ворошилова (Военная академия Генерального штаба). С февраля 1950 года по июль 1951 года — командир 2-й гвардейской минно-торпедной авиационной Севастопольской дивизии имени Н.Токарева ВВС Черноморского флота. С июля 1951 года по февраль 1955 — помощник командующего ВВС 4-го Военно-морского флота (Балтийское море). С февраля 1955 года по апрель 1955 года — начальник 94-го Военно-морского авиационного училища лётчиков первоначального обучения. С апреля 1955 года по декабрь 1958 года — начальник 12-го Военно-морского авиационного училища в городе Куйбышеве. С декабря 1958 года генерал-майор авиации Буркин М. И. — в запасе.
Жил в Куйбышеве (с 1991 года — Самара). Почти 20 лет был председателем Куйбышевского (Самарского) областного комитета ветеранов войны. Почётный гражданин города.
Скончался 10 января 2001 года. Похоронен на городском кладбище города Самары на аллее Героев.

## Награды
- Герой Советского Союза (14.09.1945),
- два ордена Ленина (18.02.1942, 14.09.1945),
- четыре ордена Красного Знамени (8.12.1941, 13.05.1944, 28.08.1945, 30.12.1956),
- орден Александра Невского (30.04.1944),
- два ордена Отечественной войны 1-й степени (15.12.1944, 11.03.1985),
- орден Красной Звезды (15.11.1950),
- медаль «За боевые заслуги» (10.11.1945),
- медаль «За оборону Севастополя»,
- медаль «За оборону Кавказа»,
- другие медали СССР,
- Орден Государственного флага 2-й степени (КНДР, 23.12.1948),
- Медаль «За освобождение Кореи» (КНДР),
- Медаль «40 лет Победы над гитлеровским фашизмом» (Болгария, 16.05.1985),
- Медаль «25 лет освобождения Румынии» (Румыния, 1969),
- Медаль «30 лет освобождения Румынии» (Румыния, 18.11.1974).

## Память
- Именем Героя названа в 2001 году средняя школа № 24 в Самаре, на здании школы установлена мемориальная доска (в 2016 году).
- Бюст Героя установлен на аллее Героев перед штабом 7060-й авиабазы морской авиации ТОФ (в/ч 69262) в гарнизоне Елизово Камчатского края.
- Мемориальная доска установлена на Монументе тулякам — Героям Советского Союза (Тула).